# ノスタルジア (テレビドラマ)
『ノスタルジア』は、2013年7月6日から同年9月14日までKBS京都で放送された連続テレビドラマ。土曜日の23時30分から24時00分までの枠で放送された。隔週に同枠で再放送された。

## 概要
月面クロワッサンが制作し、同団代表の作道雄が脚本と演出を担当した。テレビ番組欄には『月面クロワッサンの連続テレビドラマ・ノスタルジア』と記載された。月面クロワッサンは2011年に結成され、京都で活動している創作者集団で、同団には20歳代を中心とする俳優とスタッフが所属している。

## 主な出演者
- 小川晶弘
- 横山清正
- 太田了輔
- 西村花織
- 稲葉俊